# Edgar Krausen
Edgar Krausen (* 29. Dezember 1912 in München; † 15. Januar 1988 ebenda) war ein deutscher Archivar und Historiker.

## Leben
Edgar Krausen wurde als Sohn eines Münchner Arztes geboren. Er studierte Germanistik, Geschichte und Zeitungswissenschaften. 1937 wurde Krausen Archivreferendar und 1940 zum Archivassessor befördert. Bereits seit 1939 war er Teilnehmer des Zweiten Weltkrieges und wurde 1945 aus amerikanischer Kriegsgefangenschaft entlassen.
Noch im gleichen Jahr erhielt Krausen eine Anstellung als Archivassessor am Staatsarchiv in Neuburg an der Donau. 1948 wurde er Staatsarchivrat am Geheimen Staatsarchiv in München. Seit 1955 war er deutsches Redaktionsmitglied der Analecta Cisterciensia. Ab 1957 lehrte er als Dozent an der Bayerischen Archivschule. Schon 1951 war Krausen am Bayerischen Hauptstaatsarchiv München bzw. in der Generaldirektion der staatlichen Archive Bayerns tätig, ab 1965 als Oberregierungsarchivrat und seit 1970 als Staatsarchivdirektor. 1967 übernahm er den zweiten Vorsitz des Vereins für christliche Kunst e. V. in München. Ein Jahr später wurde er Redaktionsmitglied der von den Trappisten herausgegebenen Ordenszeitschrift Citeaux.
Edgar Krausen starb am 15. Januar 1988, im Alter von 75 Jahren, in seiner Geburtsstadt München. Er wurde auf dem Münchener Waldfriedhof bestattet. Krausen war Mitglied der Commission d’Histoire de l’Ordre de Cîteaux, der Bayerischen Benediktinerakademie und Schriftleiter der Mitteilungen für die Archivpflege in Bayern. Er war Autor und Herausgeber zahlreicher Fachveröffentlichungen sowie Mitautor der Neuen Deutschen Biographie. Seine Forschungsschwerpunkte waren Frömmigkeitsforschung, Münchner Stadtgeschichte und die Klostergeschichte in Bayern, vor allem die Geschichte des Zisterzienserordens.
Sein schriftlicher Nachlass, bestehend aus Unterlagen seiner archivarisch-wissenschaftlichen Tätigkeit, Manuskripten und Korrespondenz, mit einer Laufzeit von 1940 bis 1988, befindet sich im Bayerischen Hauptstaatsarchiv in München.

## Veröffentlichungen (Auswahl)

### Autor
- Die Wirtschaftsgeschichte der ehemaligen Cistercienabtei Raitenhaslach bis zum Ausgang des Mittelalters. Verlag der Südostbayerischen Heimatstudien, Hirschenhausen 1937.
- Die Klöster des Zisterzienserordens in Bayern. Verlag Bayerischer Heimatforschung, München-Pasing 1953.
- Die Pfarrkirche in Raitenhaslach, Salzach. Ehemalige Zisterzienserabteikirche. Schnell & Steiner, München / Zürich 1956.
- Die Kirchen zu Pöttmes (Landkreis Aichach). Beiträge zu ihrer Bau- und Kunstgeschichte aus den Kirchenrechnungen von 1700–1819. Heimatpfleger des Bezirkes Oberbayern, Schongau 1956 (als Bearbeiter).
- Die Urkunden des Klosters Raitenhaslach 1034–1350. Beck, München 1959 (Hauptband, als Bearbeiter).
- Die Urkunden des Klosters Raitenhaslach 1034–1350. Beck, München 1960 (Registerband, als Bearbeiter).
- Pfarrkirche Buchbach. Erzdiözese München und Freising, Landkreis Mühldorf, Oberbayern. Verlag Sankt Peter, Salzburg 1972.
- Das Erzbistum Salzburg. Die Zisterzienserabtei Raitenhaslach. (= Die Bistümer der Kirchenprovinz Salzburg. Band 1). de Gruyter, Berlin / New York 1977, ISBN 978-3-11-006826-9. (online auf res doctae)

### Herausgeber
- Alte Karten und Pläne aus Bayern. Ausstellung im Bayerischen Hauptstaatsarchiv anlässlich der 9. Arbeitstagung der Deutschen Gesellschaft für Kartographie (17.–19. September 1959). Ausstellungskatalog, Bayerisches Hauptstaatsarchiv, München 1959.
- Die handgezeichneten Karten im Bayerischen Hauptstaatsarchiv sowie in den Staatsarchiven Amberg und Neuburg a. d. Donau bis 1650. Degener, Neustadt a. d. Aisch 1973, ISBN 978-3-7686-9006-5.